# Ben Arthur
Ben Arthur (Schots-Gaelisch: Beinn Artair) is een berg gelegen nabij de kop van Loch Long in Schotland. Veel kaarten vermelden de naam Ben Arthur (een verengelsing van het Gaelic), maar de naam The Cobbler ('de schoenmaker') wordt meer gebruikt.
Ben Arthur is onderdeel van de groep bergen die ook wel bekendstaan als de Arrochar-Alpen. Hij is 884 meter hoog en daarmee net geen munro maar een corbett. Niettemin is hij "een van de meest indrukwekkende toppen in de zuidelijke hooglanden" en is Ben Arthur ook de belangrijkste plaats voor rotsklimmen in de zuidelijke hooglanden. De eerste klimclub van Schotland was de in 1866 opgerichte Cobbler Club.

## Arrochar Alpen
De berg is de spectaculairste, hoewel zeker niet de hoogste van de Arrochar-Alpen, vanwege zijn kenmerkende, grote rotsachtige topelementen die volgens sommigen lijken op een schoenmaker die zich over zijn leest buigt. De kenmerkende toppen zijn vele kilometers van de berg zichtbaar. Hoewel de berg niet de hoogte van een munro bereikt, is hij vanwege zijn topfuncties, gemakkelijke toegang en uitstekende uitzichten vanaf de top, een van de meest populaire bergen in Schotland.

## Drie toppen

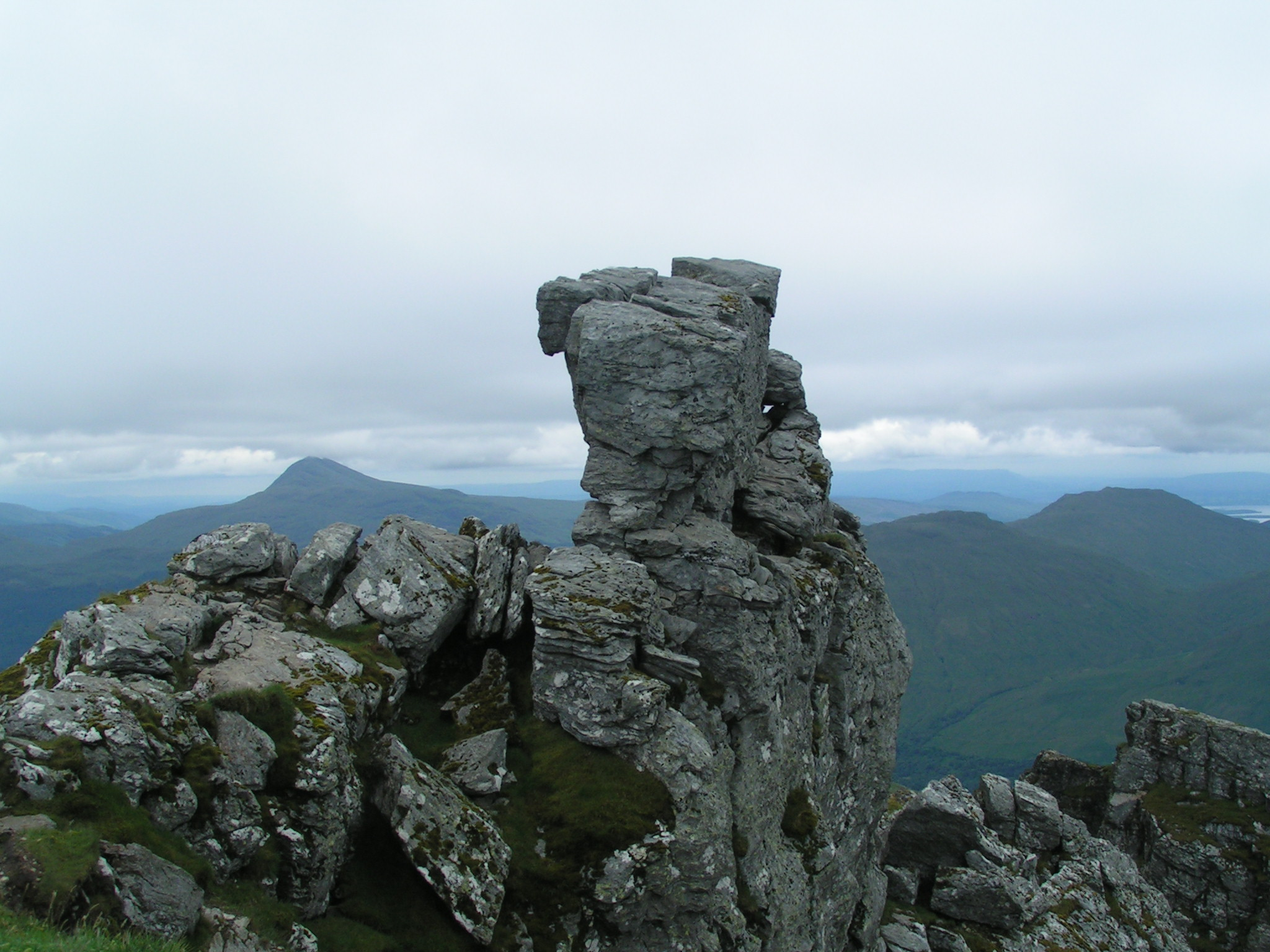
De hoogste top, met de richel die vroeger het gemakkelijkst werd bereikt via de rechterkant (zuid). Links op de achtergrond is Ben Lomond zichtbaar.

Ben Arthur heeft drie opvallende toppen. De middelste is de hoogste. De top wordt bekroond door een rots die de echte top markeert. Men moet geen hoogtevrees hebben om de echte top te kunnen bereiken, die het best kan worden bereikt door een gat (bekend als de naald) in de rotsformatie van de top van de noordkant naar het zuiden te kruipen. Dit leidt tot een richel van rond 1 meter breed, met een steile daling van meer dan 30 meter aan één kant. De richel is steil hellend en een beetje klauteren is nodig om eroverheen te komen en uiteindelijk de top te bereiken. Het gebruik van deze route staat bekend als "naald inrijgen". De gemakkelijkste afdaling is via dezelfde route. Dit is echter moeilijker en uiterste voorzichtigheid is geboden, vooral bij het afdalen van het laatste deel van de richel. De mica schist-rots is bij regen erg glad en vallen kunnen dodelijk zijn.
De drie toppen zijn strak gegroepeerd rond een kleine corrie (glaciale cirque), maar hun spectaculaire vorm is te wijten aan grootschalige aardverschuivingen, niet aan ijserosie. De North Peak is diep gespleten, met klimroutes er doorheen. The Summit en South Peak zijn de overblijfselen van een bergkam die zichtbaar in Glen Croe is weggegleden, waardoor een groot deel van de westkant gevaarlijk of onbegaanbaar is geworden.

## Beschikbare paden
De meest gebruikelijke route begint in het dorp Sukkoth, aan de kop van Loch Long. Oorspronkelijk liep de route eerst rechtstreeks de heuvel op, langs de overblijfselen van een oude tram die werd gebouwd als onderdeel van een wateropvangsysteem. Er is nu een nieuw aangelegd pad aangelegd, voorbij de tram en zigzaggend de heuvel op om een zachtere klim door een bosgebied te geven. Dit pad komt samen met het oude trampad en gaat vanaf daar verder langs een bron (beek) die bekend staat als de Allt a 'Bhalachain. Vanaf hier omzeilt het pad de Narnain Boulders, steil op ongeveer 600 meter. Dichter bij de top vlakt het pad af bij een bealach (bergpas), die wordt gemarkeerd door een steenmannetje. Vanaf dit punt kunnen verschillende pieken worden bereikt.
Naast via de hierboven beschreven route, kunnen de toppen ook worden bereikt vanaf de A83 Rest-and-be-Thankful-weg door Glen Croe naar het westen, door de rotsachtige zuidoostelijke bergkam omhoog te volgen vanaf Loch Long, of vanaf de Bealach a 'Mhàim. Deze bealach, op 640 meter, kan Ben Arthur worden gecombineerd met enkele van de andere Arrochar-Alpen, zoals Beinn Narnain en Beinn Ìme.